# Sigma Ursae Majoris 1
Sigma Ursae Majoris 1 (σ1 Ursae Majoris, förkortat  Sigma1 UMa, σ1 UMa) som är stjärnans Bayerbeteckning, är en ensam jättestjärna belägen i den nordvästra delen av stjärnbilden Stora Björnen. Den har en skenbar magnitud på 5,14 och är svagt synlig för blotta ögat där ljusföroreningar ej förekommer. Baserat på parallaxmätning inom Hipparcosuppdraget på ca 6,3 mas, beräknas den befinna sig på ett avstånd av ca 520 ljusår (ca 160 parsek) från solen. På detta avstånd minskar stjärnans skenbara magnitud genom randfördunkling med 0,06 på grund av interstellärt stoft.

## Egenskaper
Sigma Ursae Majoris 1 är en orange till röd jättestjärna av spektralklass K5 III. Den uppmätta vinkeldiametern hos stjärnan efter korrigering för randfördunkling är 2,67 ± 0,04 mas, som vid det beräknade avståndet för stjärnan ger en fysisk storlek på ca 46 gånger solens radie. Den utsänder från dess fotosfär ca 560 gånger mera energi än solen vid en effektiv temperatur på ca 3 940 K. Den är en misstänkt variabel med en amplitud på 0,03.